# Ypthima dschangensis
Ypthima dschangensis är en fjärilsart som beskrevs av Embrik Strand 1914. Ypthima dschangensis ingår i släktet Ypthima och familjen praktfjärilar. Inga underarter finns listade i Catalogue of Life.